# Charles Rivett-Carnac
Charles James Rivett-Carnac (* 18. Februar 1853 in Berhampur, Indien; † 9. September 1935 in Saint Helier, Jersey) war ein britischer Segler.

## Erfolge
Charles Rivett-Carnac wurde 1908 in London bei den Olympischen Spielen in der 7-Meter-Klasse Olympiasieger. Da die Heroine, deren Eigner und Skipper Rivett-Carnac war, nach dem Rückzug des einzigen Konkurrenzbootes als einziges Boot am Wettbewerb teilnahm, genügte ihr in zwei Wettfahrten die Zieleinfahrt für den Gesamtsieg. Zur Crew der Heroine gehörten zudem Norman Bingley, Richard Dixon und Rivett-Carnacs Ehefrau Frances Rivett-Carnac. Die Rivett-Carnacs waren das erste Ehepaar, das gemeinsam die Goldmedaille gewann.
Rivett-Carnacs Familie lebte in Indien, wohin er nach seiner Schullaufbahn in England zurückkehrte und beim Indian Civil Service zu arbeiten begann. Diesen verließ er 1897 und wurde zum Accountant General in Burma berufen. Ein Jahr darauf wurde er für sieben Jahre finanzieller Berater der siamesischen Regierung und kehrte 1905 als deren Vertreter nach England zurück. Im selben Jahr starb seine erste Ehefrau, später heiratete er Frances Rivett-Carnac. Seine Urenkelin Cleone Rivett-Carnac gewann als Leichtathletin internationale Medaillen.